# オーストラリアの囚人遺跡群
オーストラリアの囚人遺跡群（オーストラリアのしゅうじんいせきぐん）はオーストラリア連邦にあるユネスコの世界遺産群（文化遺産）。18世紀から19世紀にオーストラリアで大英帝国によって建てられた刑務所の遺跡。登録遺跡はタスマニア州、ニューサウスウェールズ州、西オーストラリア州、ノーフォーク島内の計11ヶ所に点在する。

## 歴史
オーストラリアは18世紀から19世紀にかけ、イギリス帝国の流刑地として機能しており、全土には数千の監獄があった。1787年から1868年までの80年間、英国の裁判所の判決により、約16.6万人の男性、女性と9歳以上の子供はオーストラリアの刑務所に移送された。ちょうどイギリスにおける奴隷制が廃止された時期と重なるため、囚人は奴隷の代替労働力として強制労働を強いられていた。一方、当時の植民地政策により、囚人は現地で入植者とみなされた。彼らの定住地の拡大により、アボリジニは肥沃度の低い地域に移転せざるを得ず、オーストラリアもヨーロッパ起源の人口が大多数を占めるようになった。法制史においても、この過酷な刑罰システムは当時のヨーロッパにおける刑罰に関する議論を反映し、厳罰化が持つ犯罪抑止効果、そして労働としつけによる社会復帰の実現など、欧米における現代の刑罰制度の出現にも影響を与えた。
構成資産は主にタスマニア州、ニューサウスウェールズ州、西オーストラリア州の海岸線及びノーフォーク島に位置している。この遺産群は大規模な囚人の移送と強制労働者を用いた帝国主義に基づくヨーロッパ勢力による植民地拡大の現存する重要な証拠と考えられる。

## 登録された遺産一覧
| シリアルナンバー | 構成物件                                     | 所属州                                 | 登録面積                     | 画像 |
| ---------------- | -------------------------------------------- | -------------------------------------- | ---------------------------- | ---- |
| 1306-001         | キングストンとアーサーズ・ヴェールの歴史地区 | ノーフォーク島                         | 225 ha                       |      |
| 1306-002         | パラマッタの旧総督官邸                       | ニューサウスウェールズ州・パラマッタ   | 37.25 ha 緩衝地域 29.03 ha   |      |
| 1306-003         | ハイド・パーク・バラックス                   | ニューサウスウェールズ州・シドニー     | 0.5 ha 緩衝地域 5.7 ha       |      |
| 1306-004         | ブリッケンドンとウルマーズの不動産群         | タスマニア州・ロングフォード           | 233.52 ha 緩衝地域 322.08 ha |      |
| 1306-005         | ダーリントン保護観察所                       | タスマニア州・マリア島                 | 361 ha 緩衝地域 1968.28 ha   |      |
| 1306-006         | オールド・グレート・ノース・ロード           | ニューサウスウェールズ州               | 258.64 ha 緩衝地域 135.25 ha |      |
| 1306-007         | カスケーズ女子工場                           | タスマニア州・サウス・ホバート         | 0.6 ha 緩衝地域 7.09 ha      |      |
| 1306-008         | ポート・アーサー                             | タスマニア州・ポート・アーサー         | 146 ha 緩衝地域 1216.51 ha   |      |
| 1306-009         | ソルトウォーター・リヴァーの炭鉱史跡         | タスマニア州・タスマン半島             | 214 ha 緩衝地域 138.47 ha    |      |
| 1306-010         | コッカトゥー島                               | ニューサウスウェールズ州・シドニー湾内 | 20 ha 緩衝地域 47.22 ha      |      |
| 1306-011         | フリーマントル刑務所                         | 西オーストラリア州・フリーマントル     | 6 ha 緩衝地域 18 ha          |      |

## 登録基準
この世界遺産は世界遺産登録基準のうち、以下の条件を満たし、登録された（以下の基準は世界遺産センター公表の登録基準からの翻訳、引用である）。
- (4) 人類の歴史上重要な時代を例証する建築様式、建築物群、技術の集積または景観の優れた例。
- (6) 顕著で普遍的な意義を有する出来事、現存する伝統、思想、信仰または芸術的、文学的作品と直接にまたは明白に関連するもの（この基準は他の基準と組み合わせて用いるのが望ましいと世界遺産委員会は考えている）。

## ユネスコ記憶遺産
囚人遺跡に収監されていた囚人の詳細な記録（職業・罪状・判決内容・身体的特徴・識字率・獄中態度など）が、2007年にユネスコ記憶遺産に登録されている。